# Cotterstock
Cotterstock ist ein Dorf in der Unitary Authority North Northamptonshire in Südwest-England. Es liegt am Ufer des Flusses Nene, der in nordöstlicher Richtung nach 25 km die Stadt Peterborough durchquert und in der Bucht The Wash in die Nordsee mündet. Der nächstgelegene größere Ort ist Oundle 4 km in südwestlicher Richtung.
Im Jahr 1991 bestand die Bevölkerung im Kirchspiel Cotterstock aus 119 Personen, davon 50 im Ort selbst; zur Mitte des Jahres 1995 war die Bevölkerung auf 133 Personen gestiegen, davon 56 im Ort Cotterstock.

## Geschichte
Cotterstock wird im Reichsgrundbuch Englands von 1086 (Domesday Book) mit dem Namen Codestoche erwähnt. Im Sommer 1736 werden Spuren einer römisch-britischen Villa entdeckt als Mosaiksteine eines großen Mosaikpflasters beim Pflügen freigelegt werden. Während des extrem trockenen Sommers 1976 wird die Lage der Villa neu kartiert, als auf drei Feldern die Abdruckspuren von Mauern auf Luftbildern zu erkennen sind. Eine Erddichte-Untersuchung wird in den Jahren 1992 und 1993 über insgesamt zehn Tage durchgeführt, um die Daten der Luftbild-Aufnahmen genau zu lokalisieren und zu analysieren. Insgesamt werden 19.140 Bodendichtewerte in Meter-Abständen genau gemessen. 
Die Kirche St Andrew (Church of St Andrew) liegt im Ostteil des Dorfes und grenzt an den Nene-Fluss. Sie stammt aus dem späten 12. Jahrhundert, die Hauptausbauperiode lag im 13. und 14. Jahrhundert, und die Kirche wurde zuletzt 1876 restauriert und vergrößert.
Das Herrenhaus Cotterstock Hall wurde im Jahr 1658 erbaut, im frühen 18. Jahrhundert umgebaut und im 19. Jahrhundert um das Haupttreppenhaus erweitert. Der Dichter und Dramatiker John Dryden war häufiger Gast in dem Herrenhaus und hat wahrscheinlich in der Südwestmansarde des Hauses übernachtet. Von Interesse ist auch die Alte Mühle aus dem frühen 19. Jahrhundert.
Im Kirchspiel Cotterstock sind zwanzig Gebäude als von „besonderem architektonischen oder historischen Interesse“ verzeichnet, sechzehn davon in dem Bestandschutzgebiet im östlichen Teil des Dorfes um die Kirche und das Landhaus herum. Drei Bäume in und um das Dorf stehen unter besonderem Bestandschutz. 
Cotterstock war der Geburtsort von John Graves Simcoe, dem ersten Vizegouverneur von Oberkanada in der Zeit von 1791 bis 1796, der hier am 25. Februar 1752 geboren wurde.

## Infrastruktur
Cotterstock ist ein Straßendorf mit Cotterstock Hall im Zentrum und St Andrew’s Church im Ostteil des Dorfes. Cotterstock hat auch einen Gemeindesaal.